# A1 Team Oostenrijk
Het A1 Team Oostenrijk was een Oostenrijks racingteam dat deelnam aan de A1 Grand Prix. De wagen was rood met wit, naar de kleuren van de Oostenrijkse vlag. Het team was slechts 1 seizoen actief in het kampioenschap, en boekte slechte resultaten. De hoogst behaalde plaats was tweemaal een zevende plaats. In het kampioenschap eindigde het team dat jaar op een 19e plaats. De coureurs voor Oostenrijk in het seizoen 2005/2006 waren Matthias Lauda en Patrick Friesacher.